# Полиција (Словенија)
Словеначка национална полиција је национална владина агенција која је одговорна за спровођење закона у Републици Словенији . Састоји се од осам полицијских управа у Цељу, Копру, Крању, Љубљани, Марибору, Мурској Соботи, Новој Горици и Новом Месту. Спровођење закона у Словенији управља словеначко Министарство унутрашњих послова. Полицијске снаге одржавају бројна међународна партнерства са страним полицијским снагама, укључујући обуку са америчким Федералним истражним бироом и учешће у Албанији и на Косову са Мултинационалним саветодавним полицијским елементом. Словеначка полиција примљена је у Организацију за европску безбедност и сарадњу 24. марта 1992.

## Организација
Словеначка национална полиција делује у оквиру словеначког Министарства унутрашњих послова на три нивоа, локалном, општем и регионалном, са седиштем у Љубљани . Словенија је подељена на 8 полицијских управа које контролишу 111 полицијских станица, а све су у надлежности генералног директора полиције. Поред ових редовних полицијских снага, Словенија запошљава и Специјалну eноту полиције, која се користи за борбу против тероризма и друге високоризичне задатке који су превише опасни или претешки за редовне полицијске јединице.

## Особље
Словеначка полиција је патила од хроничног недостатка средстава и особља последњих година, због Закона о интервентним мерама јавног сектора из 2010/11. и Закона о фискалној равнотежи из 2012. Сходно томе, спроведено је хитно замрзавање запошљавања у целом одељењу. Комбинованим одласком у пензију и непланираним отпуштањима многих службеника због ниских плата, лоших бенефиција и услова рада, полиција је изгубила преко 1.000 полицајаца без замене у периоду од 2010. до 2015. године. Замрзавање запошљавања је укинуто почетком јануара 2015.
Од јануара 2015. године, словеначка полиција је започела све веће напоре у запошљавању са преко 300 нових службеника ангажовано током 2015. године, уз нове пријаве за 600 резервних, 156 редовних и 150 граничних патролних полицајаца који се обрађују од фебруара 2016. године.
Због погоршања услова рада, већина оперативних полицијских снага ступила је у ограничени штрајк средином новембра 2015. године. Штрајк је укључивао службенике који су одбијали да издају саобраћајне наводе за већину свих прекршаја и скраћено време одговора на позиве који нису хитни. Након 6 месеци штрајк је званично окончан 2. јуна 2016. године, тако што су и полицијска синдиката и словеначко Министарство унутрашњих послова постигли договор о повећању полицијских плата и одређених бенефиција. Преко 5300 службеника сада има право да прими просечно повећање од 720 евра на своје укупне годишње плате, као и на нову плату после академије која се креће са 8,280 на 9,060 евра.
У јануару 2021. године Министарство унутрашњих послова, на челу са Алешом Хојсом, објавило је податке о платама са навођењем имена и презимена, радних места и бруто зарада примљених у децембру 2020. за све запослене у словеначкој полицији. Догађај је био одговор на почетак полицијског штрајка и био је праћен масовним негодовањем јавности. Министарство је замерено због кршења приватности запослених и Правилника о заштити полицијских информација и угрожавања полицијских поступака, јавне безбедности и безбедности запослених. Повереница за информације Мојца Прелесник сматрала је да је објављивање у складу са ГДПР-ом и словеначким законом о приватности информација од информација које се односе на запослене у јавном сектору, па се није одлучила да започне инспекцијски надзор. Премијер Јанез Јанша обећао је повлачење запослених у полицији из система плаћања запослених у јавном сектору.

## Радно окружење и плата
Словеначки полицајци имају изузетно разноврстан распоред радних недеља у зависности од радних задатака који укључују четвородневне 10-часовне недеље или сталне ротације од 12, једнодневни, 10-часовни, једнодневни слободни. Патролни службеници увек раде са партнером како би осигурали максималну сигурност службеника и ефективну расподелу имовине. Остали задаци за официре укључују јединице за коње, детективске специјализације, специјализовану тактичку јединицу и јединицу за спровођење саобраћаја, а већина ових задатака је доступна након што официр проведе најмање две године у патроли.
Почетна нето плата за полицајце регруте током 18-месечне академије је нешто више од 6.000 евра. Након успешног дипломирања, полицијски службеник се смешта у 26. платни разред са повећањем плате на 9.000 евра и звањем полицијски службеник IV. Полицајци имају право на напредовање у платном разреду сваке три године, након задовољавајућих резултата рада. Највиша годишња нето плата за полицајца са само средњом школом (полицајац I) износи 13.800 евра.

## Структура ранга и ознаке
Ознаке које означавају официрски чин носе се на рамену кошуље или јакне. Ознаке за редовне официре су тамноплаве са једном или више хексаграмских златних звезда и светлоплавим украсом около. Виши официри имају златну свестрану опрему. Ознаке командног штаба извезене су златним знаком Триглава . Ознаке заменика генералног директора и генералног директора такође имају везене листове златне маслине.
| Кандидат полицијe     | Пошоник полицијe   | Полицијски службеник IV | Полицијски службеник III | Полицијски службеник II | Полицијски службеник I |
| Kandidat za policista | Pomožnik policista | Policist IV             | Policist III             | Policist II             | Policist I             |
|                       |                    |                         |                          |                         |                        |

### Офицеры
| Полицијски инспектор IV | Полицијски инспектор III | Полицијски инспектор II | Полицијски инспектор I | Полицијски надзорник IV | Полицијски надзорник III | Полицијски надзорник II | Полицијски надзорник I | Заменик генералног директора полиције     | генерални директор полиције |
| Policijski inšpektor IV | Policijski inšpektor III | Policijski inšpektor II | Policijski inšpektor I | Policikjski savetnik IV | Policikjski savetnik III | Policikjski savetnik I  | Policikjski savetnik I | Namestnik generalnega direktorja policije | Generalni direktor policije |
|                         |                          |                         |                        |                         |                          |                         |                        |                                           |                             |
| OΦ-1в                   | OΦ-1б                    | OΦ-1a                   | OΦ-2                   | OΦ-3                    | OΦ-4                     | OΦ-5б                   | OΦ-5a                  | OΦ-6                                      | OΦ-7                        |

## Допуна и опрема
Словеначка полиција је од 1. марта 2016. запошљавала 6.928 службеника, у омјеру од 34,25 службеника на 10.000 становника. Такође је запошљавало 968 детектива и 87 припадника Специјалне јединице словеначке полиције. Од 2.209 возила снага, било је 1726 полицијских аутомобила (укључујући цивилне), 87 возила за реаговање, 165 теренских возила и 137 мотоцикала. Као допуна овим копненим возилима, словеначка полиција користи 6 чамаца, као и 7 хеликоптера. Полицајци у Словенији били су наоружани 7.65 мм пиштољ Црвена Застава М-70, који су замењени Беретом М92 и Беретта 8000. Неке јединице такође користе пиштоље СИГ Сауер и Глок. Помоћно оружје укључује аутоматске пушке Хеклер & Кох МП5, јуришне пушке Хеклер & Кох Г36 и Застава М-70.

### Возила
Словеначка полиција тренутно има више од 2.000 полицијских аутомобила који се користе за различите улоге. То укључује Цитроен Јумпер, Форд Фокус, Волксваген Транспортер, Волксваген Туарег, Шкода Суперб и Рено Мастер транспортне и полицијске аутомобиле. Већину патролних аутомобила чине нова Шкода Октавија која је купљена 2016. и 2017. године и која је заменила застареле Опел Астре и Шкода Октавије .
Словеначка полиција последњих година улаже појачане напоре да застарели возни парк замени новијим додацима. Полиција је 2014. године наручила 156 полицијских крузера Ренаулт Мегане Грандтоур за потребе граничне контроле Шенгенске зоне, заједно са 155 неозначених полицијских крузера ВВ Голф Вариант . У 2015. издате су додатне поруџбине за 14 неозначених ВВ Голф Вариант неозначених полицијских аутомобила, неколико брзих полицијских пресретача Провида ВВ пассат 2,0 ТДИ и 12 нових ВВ Голф Вариант означених полицијских крстарица, по први пут са новодизајнираним флуоресцентно жутим рефлектирајуће ознаке за повећање видљивости ноћу и лошим временским условима. Полиција је 2016. године наручила укупно 328 нових возила, од теренских 4к4 до специјализованих патролних необележених аутомобила, који ће бити изабрани и испоручени до краја године. У 2018. су добили и 21 СУВ Сеат Атеца.

### Ватрено оружје
- Берета 92
- Берета 8000
- SIG P226
- Глок 19
- Хеклер и Кох МП5
- Хеклер и Кох Г36
- Застава М70
- Хеклер и Кох 416

### Хеликоптери
| Авион                | Порекло        | Улога    | Верзије                   | Регистрација  | Број | Напомене                                                                                  |
| -------------------- | -------------- | -------- | ------------------------- | ------------- | ---- | ----------------------------------------------------------------------------------------- |
| Агуста Бел 206       | Италија        | Полиција | 206B-3 JetRanger III      | S5-HPD S5-HPE | 2    |                                                                                           |
| Агуста Бел 212       | Италија        | Полиција | Агуста-Бел АБ 212         | S5-HPB        | 1    | Пензионисан до марта 2022                                                                 |
| Агуста Белл 412      | Италија        | Полиција |                           | S5-HPA        | 1    |                                                                                           |
| АгустаВестланд АВ109 | Италија        | Полиција | А109Е Power А109А Hirundo | S5-HPG S5-HPC | 1    | С5-HPG: гранична контрола и медицина, С5-HPC: (Медицинска верзија) ван употребе – продато |
| Еуроцоптер ЕЦ 135    | Европска унија | Полиција | ЕЦ-135 П2+                | S5-HPH        | 1    | Контрола граница шенгенске зоне                                                           |
| АгустаВестлeнд АВ169 | Италија        | Полиција |                           | S5-HPI        | 2    |                                                                                           |

### Мотоцикли
Honda Deauville
Yamaha FJR1300AP
BMW R1150RT

### Патролни чамци
П-66
П-88
П-89
П-111
П-08
П-16